# Benjamin Baker (Ingenieur)

Benjamin Baker

Sir Benjamin Baker, KCB, KCMG (* 31. März 1840 in Keyford, heute Teil von Frome, Somerset, England; † 19. Mai 1907 in Bowden Green, Pangbourne, Berkshire, England) war ein englischer Bauingenieur.

## Leben und Wirken
Nach dem Schulabschluss an der Cheltenham Grammar School arbeitete Baker ab 1856 vier Jahre als Lehrling in einem Eisenwerk von Price and Fox in Südwales (Neath Abbey Iron Works). Ab 1862 war er Mitarbeiter im Büro von John Fowler in London, dem er bis 1898 treu blieb. Trotz des Altersunterschieds war er mit Fowler gut befreundet. 1875 wurde er dort Teilhaber.
Er war an sehr vielen Bauprojekten der Viktorianischen Zeit beteiligt, unter anderem bei verschiedenen Brückenbauten wie der Forth Bridge (mit John Fowler, 1883 bis 1890 gebaut), an den städtischen Eisenbahnlinien in London und New York (1868) und am Bau der Londoner Metro. Nach dem Einsturz der Firth-of-Tay-Brücke war er einer der Gutachter. Bei der Errichtung des alten Assuan-Staudamms und des Asyut-Stauwehrs (beide 1902 fertiggestellt) war er als beratender Ingenieur tätig. Er konstruierte das Spezialschiff Cleopatra, auf dem 1877/78 der heute am Themseufer stehende Obelisk Cleopatra’s Needle nach London gebracht wurde. 1867 war er an Sicherungs- und Sanierungsarbeiten für drei Brücken von Thomas Telford verantwortlich (Menai-Brücke, Buildwas-Brücke, Brücke über den Severn).
Daneben war Baker Mitarbeiter der Encyclopædia Britannica und eines der ersten Mitglieder des britischen Normungsausschusses Engineering Standards Committee. Er veröffentlichte auch viele Aufsätze über Themen des Bauingenieurswesens, vor allem im Engineering Magazine. 1867 veröffentlichte er dort Aufsätze über den Brückenbau, Long Span Bridges, die später auch in deutscher Übersetzung erschienen, und in denen er die Verwendung von Stahl für noch größere Spannweiten propagierte. Seine Firth-of-Forth-Eisenbahnbrücke war eine der ersten großen Brücken ganz aus Stahl. Das dort verwirklichte Konzept der Auslegerbrücke (Cantilever-Brücke) beschrieb er ebenfalls in seinen Aufsätzen von 1867. Auch über die Firth-of-Forth-Brücke veröffentlichte er 1887 eine Aufsatzreihe im Engineering Magazine. Baker war Ingenieur des 1891 errichteten Watkin’s Tower; der unfertige Turm, der die Antwort auf den Eiffelturm in London darstellen sollte, wurde als unfertiger Stumpf 1907 wieder abgerissen.
Er befasste sich auch mit Fragen des Erddrucks und der Festigkeitslehre von Mauerwerk in seinen Aufsätzen im Engineering Magazine.
Baker war unverheiratet. Er starb am 19. Mai 1907 in Bowden Green, Pangbourne, an Herzinsuffizienz und wurde in Idbury – nahe Chipping Norton – bestattet.

## Ehrungen
1890 wurde er als Mitglied („Fellow“) in die Royal Society gewählt. Im gleichen Jahr wurde ihm der Titel Knight Commander (KCMG) des Order of St. Michael and St. George verliehen. 1899 wurde er in die American Academy of Arts and Sciences gewählt. 1902 wurde er mit dem Bathorden zweiter Klasse (Knight Commander of the Order of the Bath, K.C.B.) des Order of the Bath geadelt. Im selben Jahr wurde er Ehrenmitglied (Honorary Fellow) der Royal Society of Edinburgh.

## Zitate
“If an engineer has not had some failures, it is merely evidence that his practice has not been sufficiently extensive”

„Wenn ein Ingenieur in seiner Laufbahn noch keine Fehler gemacht hat, weist das nur auf mangelnde Praxis hin“